# São Jorge
São Jorge là một đô thị thuộc bang Rio Grande do Sul, Brasil. Đô thị này có diện tích 118,053 km², dân số năm 2007 là 2764 người, mật độ 23,41 người/km².